# Witold Tatarczyk
Witold Tatarczyk (ur. 1928 w Choroszczewie, zm. 3 marca 2008 w Hajnówce) – nauczyciel, historyk, autor ponad 80 broszur, książek i maszynopisów. Publicysta, poeta, działacz społeczny, przewodnik turystyczny.
Pierwszą pracę podjął w 1945 r. jako nauczyciel w Choroszczewie, a od 1952 r. na stałe osiadł w Hajnówce. Pracował też w Kasie Chorych, przy okazji odkrył w sobie zainteresowanie medycyną i ziołolecznictwem. W latach 1953–1985 był nauczycielem, w Zespole Szkół Zawodowych nauczał historii, wychowania obywatelskiego, propedeutyki nauki o społeczeństwie, geografii, higieny, wychowania obronnego. Pracę kontynuował przez siedem lat po odejściu na emeryturę. W latach 1966–1970 pracował w powiatowym komitecie PZPR. W 1975 r. uzyskał dyplom magisterski na wydziale historii Uniwersytetu Łódzkiego.
Gromadził dokumenty, zdjęcia, relacje dotyczące historii Hajnówki, okolic i Podlasia. W dorobku ma ponad 80 broszur odzwierciedlających zainteresowania autora z zakresu ziołolecznictwa, historii, przyrody, obrzędów i obyczajów wsi polskiej na Podlasiu. Jest autorem dwutomowej monografii Dzieje Hajnówki do 1944 roku i Dzieje Hajnówki 1944–2000.
Był przewodnikiem PTTK. W 1969 r. organizował Towarzystwo Przyjaciół Ziemi Hajnowskiej, a w 1977 – Towarzystwo Przyjaciół Hajnówki, którego był aktywistą.

## Wydane drukiem
- Hajnówka (folder), Łódź 1983
- Kpr. Bolesław Bierwiaczonek, Hajnówka 1985
- Dzieje Hajnówki do 1944, Hajnówka 1990
- Leczenie przyrodnicze dolegliwości wieku starczego, Hajnówka 1991
- Żołnierska dola, Hajnówka 1991
- Puszcza Białowieska w literaturze pięknej, Białystok 1991
- Mały poradnik działkowca, Hajnówka 1992
- Rośliny lecznicze Puszczy Białowieskiej, Hajnówka 1995
- Powstanie styczniowe na Białostocczyźnie, Łódź 1996
- Bezsenność – leczenie przyrodnicze, Hajnówka 1997
- W mojej krainie (wiersze), Hajnówka 1998
- Stracone dziedzictwo, Hajnówka 1998
- Opowieść historyczna o Podlasiu cz. I i II, Hajnówka 1999
- Dzieje Hajnówki do 1944, wyd II uzupełnione, Hajnówka 2000
- Dzieje Hajnówki 1944–2000, Hajnówka 2001